# Budling
Budling település Franciaországban, Moselle megyében. Lakosainak száma 160 fő (2022. január 1.). Budling Buding, Inglange, Oudrenne és Veckring községekkel határos.

## Népesség
A település népességének változása:
| Lakosok száma | 162  | 173  | 158  | 169  | 180  | 181  | 176  | 167  | 165  | 160  |
|               | 1968 | 1982 | 1990 | 2006 | 2013 | 2015 | 2017 | 2019 | 2020 | 2022 |